# Boursdorf
Boursdorf (luxemburgisch Buerschdrefⓘ) ist ein Ortsteil der Gemeinde Rosport-Mompach, Kanton Echternach im Großherzogtum Luxemburg.

## Lage
Boursdorf liegt in einer kleinen Talmulde. Nachbarorte sind Mompach und Givenich im Süden und Born im Osten.

## Allgemeines
Boursdorf ist ein kleiner landwirtschaftlich geprägter Weiler, der aus drei Hofanlagen besteht.